# Karim Chammari
Karim Chammari (5 maart 1966) is een Tunesisch windsurfer.

## Resultaten
| Jaar | Plaats    | Resultaten  |
| ---- | --------- | ----------- |
| 1992 | Barcelona | 34e Lechner |